# Positivismo in Polonia
Il Positivismo in Polonia definì il pensiero progressista in letteratura e in altri ambiti della vita a seguito della disastrosa rivolta di gennaio del 1863 fino all'inizio del XX secolo.
Dopo la rivolta, molti polacchi abbandonarono le loro speranze di riconquistare l'indipendenza della Polonia da Russia, Impero tedesco e austro-ungarico con l'uso della forza. Insieme a queste speranze essi, spesso riluttanti, misero da parte lo stile del periodo romantico. Il "positivismo" polacco, che trae il suo nome dalla filosofia di Auguste Comte e gran parte della sua ideologia anche da opere di studiosi e scienziati britannici, invocò l'esercizio della ragione prima delle emozioni. Sostenne che l'indipendenza, se doveva essere riconquistata, doveva essere ottenuta gradualmente, con una "costruzione della fondamenta", creando una rete di infrastrutture materiali e una serie di scuole per l'istruzione, attraverso il "lavoro organico" che avrebbe consentito alla società polacca di funzionare come organismo sociale pienamente integrato (concetto preso in prestito da Herbert Spencer).
Il giornalista polacco, scrittore di brevi opere e romanziere Bolesław Prus suggerì ai suoi compatrioti che il posto della Polonia nel mondo sarebbe stato determinato dai contributi che sarebbero stati dati al mondo scientifico, tecnologico, culturale ed economico.
Le questioni societarie specifiche affrontate dai positivisti polacchi compresero l'istituzione dei diritti delle donne, dell'assimilazione della minoranza ebrea della Polonia e la difesa della popolazione polacca nelle parti della Polonia governate dalla Germania, contro la Kulturkampf, oltre al trasloco degli abitanti tedeschi.
I positivisti videro il lavoro, e non le rivolte, come modalità utile per mantenere un'identità nazionale polacca e dimostrare un patriottismo costruttivo.

## Figure principali del Positivismo polacco

### Scrittori
- Adam Asnyk (1838-1897)
- Eliza Orzeszkowa (1841-1910)
- Maria Konopnicka (1842-1910)
- Henryk Sienkiewicz (1846-1916) (Premio Nobel 1905)
- Bolesław Prus (1847-1912)
- Gabriela Zapolska (1857-1921)
- Stefan Żeromski (1864-1925)
- Adolf Dygasiński (1839-1902)
- Wiktor Gomulicki (1848-1919)
- Maria Rodziewiczówna (1863-1944)
- Antoni Sygietyński (1850-1923)
- Aleksander Świętochowski (1849-1938)

### Poeti
- Adam Asnyk (1838-1897)
- Felicjan Faleński (1825-1910)
- Maria Ilnicka (1825 o 1827-1897)
- Aleksander Michaux (1839-1895)
- Wacław Rolicz-Lieder

### Drammaturgi
- Adam Asnyk
- Michał Bałucki (1837-1901)
- Józef Bliziński (1827-1893)
- Felicjan Faleński (1825-1910)
- Edward Lubowski (1837-1923)
- Józef Narzymski (1839-1872)
- Zygmunt Sarnecki (1837-1922)
- Józef Szujski (1835-1883)
- Aleksander Świętochowski (1849-1938)
- Kazimierz Zalewski (1849-1919)

### Critici letterari
- Piotr Chmielowski (1848-1904)